# Aedes implicatus
Aedes implicatus é um espécie de mosquito do Género Aedes, pertencente à família Culicidae.